# Microcerella jejuna
Microcerella jejuna är en tvåvingeart som först beskrevs av Walker 1849.  Microcerella jejuna ingår i släktet Microcerella och familjen köttflugor.
Artens utbredningsområde är Venezuela. Inga underarter finns listade i Catalogue of Life.